# ولاية قرقلريلة
وِلَايَةُ قُرُقْلَرِيلَة (بالتركية: قرقلر ایلی ولایت) ولاية تركية. عاصمتها مدينة قرقلريلة تبلغ مساحتها 6,056 كم2 ويبلغ عدد سكانها 328,461 نسمة كما يبلغ معدل الكثافة السكانية 54/كم2 تقع في شمال غرب تركيا.